# مارك بلوكاس
مارك بلوكاس (بالإنجليزية: Marc Blucas)‏ (و. 1972 – م) هو ممثل، ومنتج أفلام، ولاعب كرة السلة، وممثل تلفزيوني من الولايات المتحدة الأمريكية . ولد في بتلر .

## روابط خارجية
- مارك بلوكاس على موقع IMDb (الإنجليزية)
- مارك بلوكاس على موقع ألو سيني (الفرنسية)
- مارك بلوكاس على موقع أول موفي (الإنجليزية)
- مارك بلوكاس على موقع قاعدة بيانات الأفلام السويدية (السويدية)
- مارك بلوكاس على موقع إن إن دي بي (الإنجليزية)
- مارك بلوكاس على موقع قاعدة بيانات الفيلم (الإنجليزية)
- مارك بلوكاس على موقع كينوبويسك (الروسية)